# Lite-On

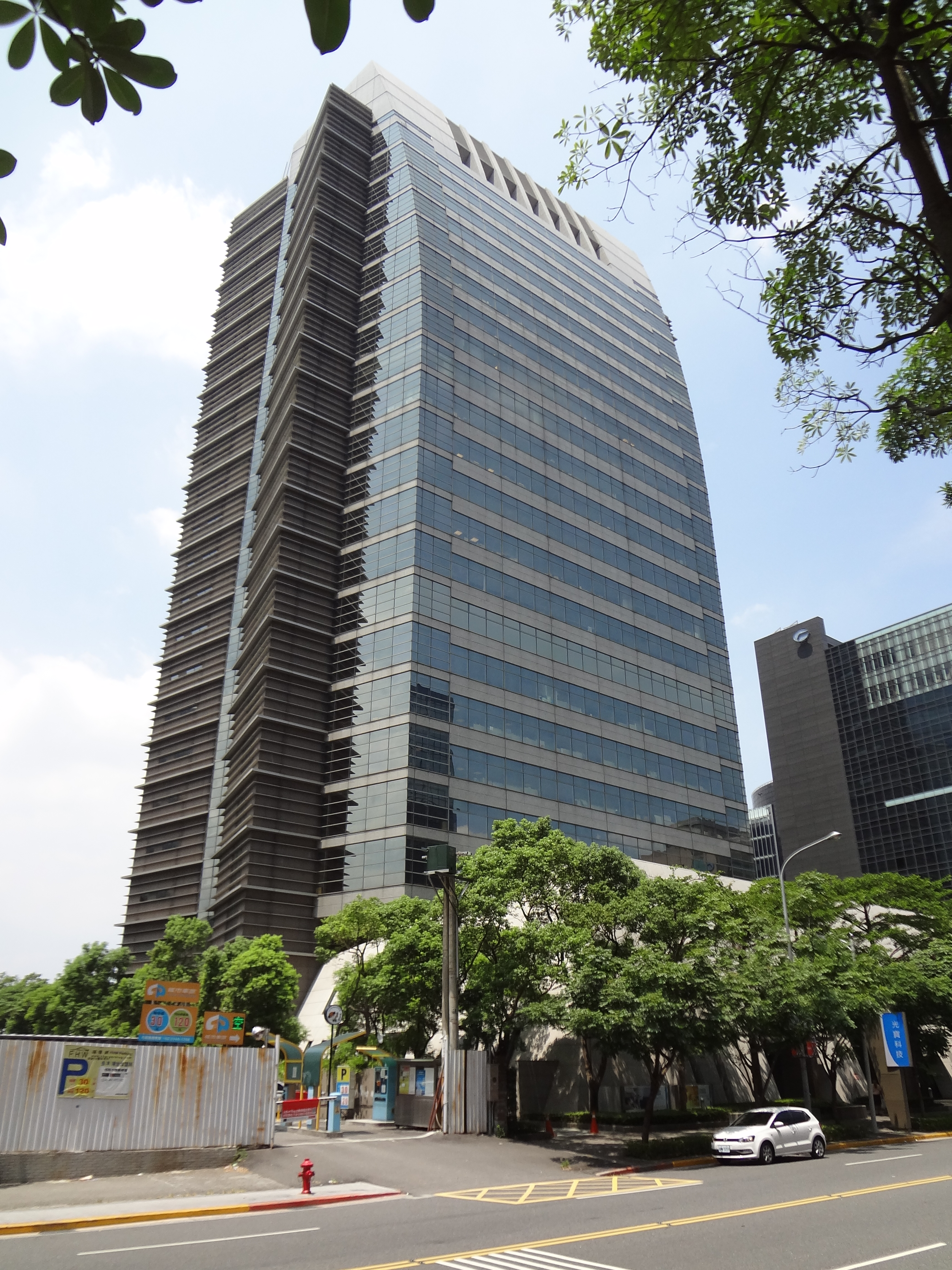
Gebouw van Lite-On in Taiwan

Lite-On is een Taiwanese producent van consumentenelektronica opgericht in 1975, die onder meer blu-ray-, dvd- en cd-branders produceert.
De producten worden vaak gebruikt in goedkope pc's vanwege de lage prijzen die Lite-On rekent. Lite-On heeft in het verleden voor verschillende bedrijven ook voedingsapparaten gemaakt en vervaardigt voorts beeldschermen, moederborden en halfgeleiders.
In maart 2007 ging Lite-On een joint venture aan met Koninklijke Philips voor de branderdivisie, de Philips & Lite-On Digital Solutions Corporation (PLDS).